# Freirina
Freirina är en kommun i Chile.   Den ligger i provinsen Provincia de Huasco och regionen Región de Atacama, i den centrala delen av landet, 500 km norr om huvudstaden Santiago de Chile.
Trakten runt Freirina är ofruktbar med lite eller ingen växtlighet. Trakten runt Freirina är nära nog obefolkad, med mindre än två invånare per kvadratkilometer.